# Rebel·lions hugonots

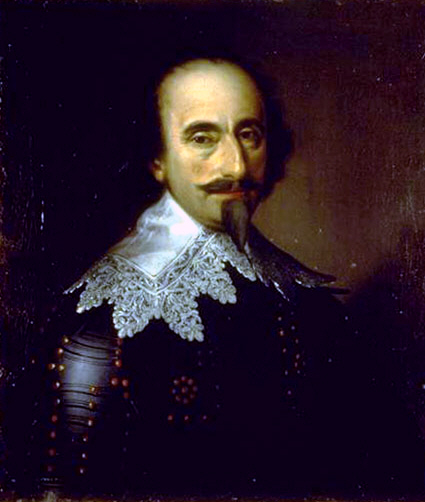
Henri II de Rohan

Les rebel·lions hugonots, igualment anomenades Guerres del Senyor de Rohan, nom del duc Enric II de Rohan, són una successió de sollevaments populars de les poblacions protestants de França, els hugonots, que van organitzar-se contra l'autoritat reial catòlica sota la regència de Lluís XIII de França i Borbó. Regència ocupada per la seva mare, Maria de Mèdicis, italiana i catòlica. Les rebel·lions van esclatar entre el 1621 i el 1629 a causa de l'assassinat del rei Enric IV. El duc Enric II de Rohan va finint sent malgrat ell el cap de la resistència protestant en una reacció contra la seua expulsió de la Cort per part de la regenta.